# بیورلا ریکرت
بیورلا ریکرت گویشی خاص از  گیلیک اسکاتلند است و گویشورانش بومیان دوره‌گرد هایلندز می‌باشند. این زبان در شرف نابودی است.